# Metalectra ceyx
Metalectra ceyx är en fjärilsart som beskrevs av William Schaus 1914. Metalectra ceyx ingår i släktet Metalectra och familjen nattflyn. Inga underarter finns listade i Catalogue of Life.